# Chip's Challenge
Chip's Challenge és un videojoc de destresa llançat originalment per a la Lynx i després traslladat als ordinadors. Va ser creat per Chuck Sommerville i va ser llançat al mercat per Microsoft Corp.

## Concepte
En aquest joc, Chip McCallahan (el protagonista) s'ha d'obrir camí a través de nombrosos escenaris per ser membre del club especial de Melinda, la Mestressa dels Reptes.
La jugabilitat està enganxada als jocs del seu tipus: El jugador mou en Chip a través dels nivells, en els quals hi ha 'xips' que han de ser col·lectats per obrir una barrera que protegeix la sortida (o, almenys, l'objecte o camí que hi porta); cada nivell compta amb un nombre de xips a col·leccionar (alguns no en tenen, i només cal buscar la sortida) i en general hi ha un temps límit donat (en alguns és il·limitat) per passar el nivell i la magnitud del qual depèn de la longevitat d'aquest nivell.

## Objectes
El jugador pot emprar els següents objectes per passar els obstacles:
- Claus: Per obrir portes. Hi ha quatre colors de claus: vermella, blava, groga i verda; i cada una només pot obrir portes del mateix color corresponent. La clau verda pot emprar-se per obrir infinites portes amb pany verd, mentre que per a cada porta de pany vermella/blau/groga es necessita una clau vermella/blau/groga individual.

- Aletes: Amb això, en Chip pot nedar en l'aigua sense ofegar-se.

- Botes ataronjades: Serveixen per caminar sobre el foc.

- Patins: Serveixen per caminar sobre el gel sense relliscar-se.

- Botes magnètiques: Impedeixen que els pisos de força magnètica arrosseguin en Chip.

En el joc hi ha objectes i criatures que Chip ha d'evitar fer contacte per evitar perdre; com les criatures amb dents, abelles, masses de foc, mantes rayades blaves, escolopendra, tancs, pilotes (violetes i celestes) i fins i tot trossos vivents d'excrement. La majoria moren al contacte amb l'aigua, el foc i les bombes; les excepcions són les mantes rayades blaves que sobreviuen en l'aigua i només moren al contacte amb el foc i les bombes.

## Nivells
Els primers vuit nivells ajuden el jugador a familiaritzar-se amb els elements, objectes i mecanismes que ha d'emprar al llarg del joc. En els altres nivells, ha d'arribar a la sortida de diferents maneres, ja sigui col·lectant els xips en un laberint, usant blocs per tapar bassals d'aigua, passant diversos obstacles i evadint enemics, etc. La quantitat tradicional de nivells és de 144; tanmateix, és possible accedir a 4 (5 per a la versió de Windows) nivells. Per a això, cal descobrir una clau que està escrita subliminarment en el nivell 34, Cypher (Xifra), en el qual es mostren en secret les claus per al nivell 82, el 137 i el 146. En la versió per a Windows hi ha un nivell extra que és el 145, en ell es dona crèdit als creadors del joc; desafortunadament només es pot accedir a ell endevinant la clau o usant el truc per ignorar contrasenyes (Ctrl + K).
Existeixen alguns errors o inconsistències en la versió per a Windows: En el nivell 20, no fa falta col·lectar els xips perquè no hi ha barrera a prop de la sortida que els requereixi; en el nivell 49, hi ha una trampa en la qual arriba un enemic però que mai no l'allibera sense importar quantes vegades el jugador pressiona el botó en què l'obre. Aquest error es repeteix en un altre nivell, que és el 70 (moltes trampes no alliberen els enemics). També es presenten les Errors de protecció general (General Protection Failure en anglès), ja que en els nivells 104 i 132, si el jugador i un enemic es posen alhora en un espai que allotja una clau, el joc es tanca automàticament. El cas del nivell 88 (que és un laberint fet de camins en espiral) és interessant: Existeixen dues versions d'aquest nivell, una d'elles és considerada "corrupta"; l'única diferència que té aquesta versió respecte a l'original és que, just al costat de la sortida, hi ha una paret prima que impedeix al jugador arribar-hi, encara que pot assolir-la per una altra via.